# Can Raventós (Vilanova i la Geltrú)
Can Gener o Can Raventós és una casa modernista a la Rambla Principal de Vilanova i la Geltrú protegida com a bé cultural d'interès local. Segons consta a l'arxiu municipal d'obres de l'ajuntament de Vilanova i la Geltrú, l'any 1902 hi hagué una sol·licitud de permís d'obres per a la reforma de la casa propietat de Joan Gener i Mestre, consistent en la construcció d'una tribuna i balcons a la façana, d'un cos central a la part superior de l'edifici, i d'un pavelló al jardí. L'obra fou dirigida per Ubaldo Iranzo, arquitecte que va utilitzar el llenguatge modernista per primera vegada a la Rambla Principal.
Edifici entre mitgeres de planta baixa, dos pisos i terrat a la catalana. La composició de la façana és simètrica. A la planta baixa hi ha la porta d'accés, centrada, i dues finestres als costats. El pis principal presenta una tribuna central amb estructura de ferro i vidres emplomats i un balcó a cada costat amb barana, també de ferro. Una línia d'imposta amb decoració floral separa aquest pis del superior, on s'obren dotze finestres, sis de les quals són cegues. Per damunt del nivell del terrat s'alça un cos amb coberta a dues vessants on es poden veure les inicials J. G. La façana mostra elements decoratius d'interès: les franges amb motius florals de la planta principal, l'emmarcament de les obertures i molt especialment, el treball de ferro de la tribuna, balcons, cartel·les i barana del terrat.